# Artoise
Die Artoise ist ein kleiner Fluss, der in seinem Oberlauf die Staatsgrenze zwischen Belgien und Frankreich bildet. Sie entspringt an der Gemeindegrenze von Chimay (Belgien, Wallonische Region) und Signy-le-Petit (Frankreich, Region Grand Est). Der Verlauf an der Staatsgrenze erstreckt sich über eine Länge von etwa zehn Kilometern und berührt in Belgien die Provinz Hennegau und in Frankreich die Départements Ardennes und Aisne. Der Fluss entwässert generell Richtung Westsüdwest, bildet zunächst auch die nördliche Grenze des Regionalen Naturparks Ardennen, durchquert danach das Waldgebiet Forêt domaniale de Saint-Michel und mündet nach insgesamt rund 19 Kilometern im Gemeindegebiet von Saint-Michel als rechter Nebenfluss in den Gland.

## Orte am Fluss
(Reihenfolge in Fließrichtung)
- Le Vieux Gaucher, Gemeinde Signy-le-Petit (FR)
- Forge-Philippe, Gemeinde Momignies (BE)
- Cendron, Gemeinde Momignies (BE)
- Saint-Michel